# Dayana Colmenares
Dayana Carolina Colmenares Bocchieri (Maracay, 28 de diciembre de 1984) es una modelo, animadora y reina de belleza venezolana, conocida por su participación en el Miss Venezuela y por ser la animadora de un programa del canal Sun Channel.

## Biografía
Antes de participar en el Miss Venezuela, participó en el Miss Continente Americano 2006 donde clasifica como Segunda Finalista, posteriormente de la mano de la Organización Sambil Model participa en el certamen Miss Earth Venezuela 2006, donde clasifica como Segunda Finalista, el concurso fue ganado por Marianne Puglia. Representó al Estado Carabobo y fue coronada como Miss Venezuela Internacional 2007 y fue la representante de Venezuela en el Miss Internacional 2008 donde clasifica entre las semifinalistas, el concurso fue ganado por la española Alejandra Andreu.
Después de su participación en el Miss Internacional se graduó como Publicista e hizo un TSU en mercadeo en un instituto de la ciudad de Caracas, después debutó como animadora del programa Azul Profundo, transmitido por el canal de Turismo Venezolano Sun Channel.

## Vida personal
Colmenares se graduó como buceadora en 2008 y a raíz de ello montó su programa, en 2013 se casó con el cantante venezolano Antonio Potro Álvarez y al año siguiente dio a luz a su primera hija. En mayo de 2018 dio a luz a su segunda hija con el cantante venezolano.